# Bas van Velthoven
Bas van Velthoven (* 26. Februar 1985 in Hazerswoude-Rijndijk) ist ein niederländischer Schwimmer.
Van Velthoven hat sich auf die 50 und 100 m Freistil spezialisiert. Derzeit lebt er in Amsterdam und wird dort von Martin Truijens trainiert. Im März 2008, bei den Europameisterschaften in Eindhoven erreichte er mit der 4 × 100-m-Freistilstaffel die Bronzemedaille. Nur wenige Wochen später, bei den Kurzbahnweltmeisterschaften 2008 in Manchester gewann er gemeinsam mit Mitja Zastrow, Robert Lijesen und Robin van Aggele über die 4 × 100 m Freistil die Silbermedaille in Europarekordzeit.

## Rekorde
| Europarekorde (1)                                                  | Europarekorde (1) | Europarekorde (1) | Europarekorde (1) |
| ------------------------------------------------------------------ | ----------------- | ----------------- | ----------------- |
| 4 × 100 m Freistil (Kurzbahn) (mit Zastrow, Lijesen und v. Aggele) | 03:09,18 min      | 9. April 2008     | Manchester        |
| (Stand: 8. August 2008)                                            |                   |                   |                   |